# Magdeburger Konzert

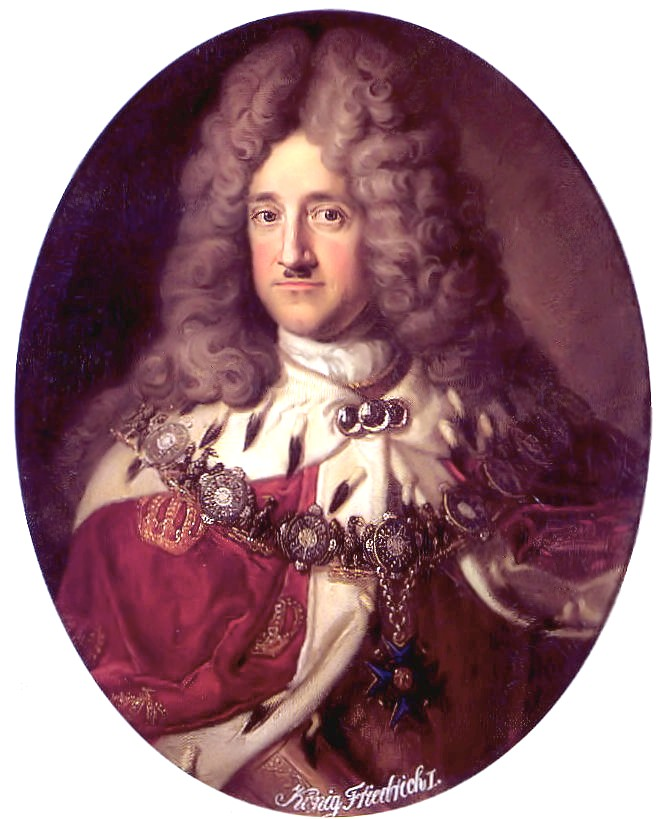
Friedrich III. von Brandenburg war der Initiator des Bündnisses

Das Magdeburger Konzert, auch Magdeburger Konvent oder Magdeburger Bündnis von 1688 war ein Zusammenschluss armierter Reichsstände zu Beginn des Pfälzischen Erbfolgekrieges. Weil sich die Reichsheeresverfassung als zu schwerfällig zu einer raschen Gegenreaktion auf den französischen Einmarsch ins Reich erwies, organisierten die Bündnispartner eine Armee. Diese trug dazu bei, dass die französischen Truppen sich über den Rhein zurückziehen mussten.

## Geschichte
Nach der Herausforderung durch das Kriegsmanifest Ludwig XIV. antwortete Leopold I. mit einem Gegenmanifest. Er war sich bewusst, dass er nicht nur gegen die Osmanen Krieg führen musste, sondern dass es auch Krieg gegen Frankreich geben würde. Tatsächlich marschierten französische Truppen im September 1688 am Niederrhein und in der Pfalz ins Reich ein. Die gerade erst beschlossene Reichskriegsverfassung war für rasche Reaktionen wenig geeignet und zudem noch unerprobt. Die kaiserlichen Truppen waren im Wesentlichen noch im Krieg gegen die Osmanen gebunden. Die erweiterte Kreisassoziation der Augsburger Allianz, die selbst ein Kriegsgrund war, hatte nie so recht funktioniert, so dass die Gegenwehr gegen den französischen Vormarsch gering war. 
Hilfe kam insbesondere von einigen, meist protestantischen, norddeutschen und nordostdeutschen Reichsständen, die in der Vergangenheit teilweise selbst mit Frankreich gegen Habsburg paktiert hatten. Dies traf etwa auf den Brandenburger Kurfürsten Friedrich III. zu, von dem die Initiative zu dem Magdeburger Bündnis ausging. Dem schlossen sich am 22. Oktober 1688 Johann Georg III. von Sachsen, Ernst August von Hannover und Karl von Hessen-Kassel an. Später beteiligte sich auch Maximilian II. Emanuel von Bayern. Diese armierten Reichsstände stellten die Truppen, während die nichtarmierten Reichsstände für den Unterhalt sorgen und Quartiere stellen mussten. Dies geschah an dem zu dieser Zeit handlungsunfähigen Reichstag vorbei. Zu legitimieren war dies nur als Akt des Reichsnotstandes. 
Die Partner bildeten ein Heer von 22.000 Mann, dass zunächst am Mittelrhein eingesetzt wurde. Die Hauptarmee Brandenburgs operierte am Niederrhein. Die Armee des Konzerts schützte Frankfurt am Main vor französischen Angriffen und befreite Franken. Danach marschierte sie in Richtung Pfalz. Die französischen Truppen wichen vor den stärkeren Konzerttruppen und weiteren Einheiten Anfang 1689 hinter den Rhein zurück. 
Die Kriegsführung der Konzerttruppen verstieß ebenso wie die der Franzosen, die die Pfalz und angrenzende Gebiete verwüsteten, gegen die Bestimmungen des Westfälischen Friedens. Die Armee erhob in den von den Franzosen geräumten Gebieten selbst Kriegskontributionen und ernährte sich aus dem Land, was die Leiden der Bevölkerung noch vermehrte. Die armierten Reichsstände zeigten aber, dass sie deutlich leistungsfähiger waren als die auf den Reichskreisen basierende Reichskriegsverfassung von 1681.

## Quelle
Kurbrandenburgs Staatsverträge 1601–1700 nach den Originalen des Königl. Geh. Staatsarchivs (Hg.: Theodor von Moerner), Berlin 1867, S. 505–507 (Digitalisat S. 529–531, ausführliche Zusammenfassung), S. 772–775 (Digitalisat S. 796–799, originaler Wortlaut). https://opacplus.bsb-muenchen.de/title/BV020325767